# Philippe Marcelé
Philippe Marcelé (né à Bordeaux le 21 février 1943) est un auteur français de bande dessinée. Depuis ses débuts en 1974 il a collaboré avec de nombreux éditeurs pour construire une « œuvre singulière », qui reste cependant mal connue. Sa série la plus remarquée a été Les Capahuchos (1982-1988).

## Biographie
Après des études à l'École des beaux-arts de Bordeaux puis Paris, Marcelé entre à l'Éducation nationale. Il fait ses débuts en bande dessinée dans Charlie Mensuel en 1974. Jusqu'à la fin de la décennie, il collabore également à L'Écho des savanes et Pilote. Ses histoires, parfois réalisées en collaboration avec des scénaristes, appartiennent surtout au registre fantastique. Des recueils en sont publiés à partir de 1979 chez Dargaud et Albin Michel.
En 1982, il se lance dans la science-fiction post-apocalyptique avec Les Capahuchos pour Glénat (cinq volumes, 1982-1988). Pour le même éditeur il réalise avec Patrick Cothias La Signe du taureau (1987-1989). De 1990 à 1993 il travaille sur les trois volumes de Colère noire, sur des scénarios de Thierry Smolderen tout en réalisant des récits érotiques pour les Humanoïdes associés. Il entre ensuite à Fluide glacial en 1994 avec Élodie, série écrite par Bernard Chiavelli. En 1998, il entame Gothic avec Rodolphe dont le dernier volume paru en 2006 est la dernière publication de Marcelé.
En 2009 il dirige avec Joël Laurent le mémoire d'Anthony Rageul consacré à la bande dessinée numérique.

## Publications

### Périodiques
- Une histoire, dans Charlie Mensuel, 1974
- Six récits courts dans Charlie Mensuel, 1975-1979
- Trois récits courts dans L'Écho des savanes, 1976-1982
- Le Bien et le mal, dans L'Écho des savanes, 1976
- Quatre récits courts d’Angélique, dans L'Écho des savanes, 1976-1977
- Photo-Marathon (dessin), avec Didier (scénario), dans Pilote, 1978
- « Vampire ou une histoire d'amour toute simple », dans Pilote, 1978
- Macbeth (dessin), avec Anne Bellec (scénario), dans Pilote, 1979
- Iphigénie (dessin), avec Lacome (scénario), dans Pilote, 1979
- De mémoire de chat (dessin), avec Isabelle Rattier (scénario), dans Charlie Mensuel, 1980
- Lolla, dans Pilote, 1980
- Une après-midi au cirque, dans Pilote, 1981
- L'ours (dessin), avec Dorey (scénario), dans Pilote, 1982
- Les Capahuchos, dans Circus :

1. Le Serment, 1982
2. La Vengeance[notes 1], 1983
3. Brasno, 1984
4. En fuite, 1985

- Le signe du taureau (dessin), avec Patrick Cothias (scénario), dans Circus, 1986
- 14 récits courts d’Élodie (dessin), avec Bernard Chiavelli (scénario), dans Fluide glacial, 1994-2000

### Albums
- Macbeth (dessin), avec Anne Bellec (scénario), Dargaud, coll. « Pilote », 1979[4].
- Un après-midi au cirque (dessin), avec Lacome (scénario), Dargaud, coll. « Pilote », 1982.
- Conte suave, Albin Michel, 1982.
- Les Capahuchos, Glénat :

1. Le Serment, 1982.
2. Les Faubourgs, 1984.
3. Brasno, 1985.
4. En fuite, 1986.
5. Chocq, 1988.

- Lolla, Dargaud, coll. « Pilote », 1983.
- Le signe du taureau (dessin), avec Patrick Cothias (scénario), Glénat :

1. Les Cornes du crapaud, 1987.
2. Le Peau du géant, 1989.

- Colère noire (dessin), avec Thierry Smolderen (scénario), Les Humanoïdes associés :

1. Un après-midi de plomb, 1990.
2. Le Duc de fer, 1992.
3. La Main d'acier, 1993.

- Élodie (dessin), avec Bernard Chiavelli (scénario), AUDIE, 1997.
- Gothic (dessin), avec Rodolphe :

1. Never more, Le Téméraire, coll. « Grand format », 1998.
2. Le Sphinge à deux têtes, Delcourt, coll. « Conquistador », 2001.
3. Le Diable de Notting Hill, Delcourt, coll. « Conquistador », 2002.
4. Machen house, Delcourt, coll. « Conquistador », 2004.
5. Satan ne dort jamais, Delcourt, coll. « Conquistador », 2006.

- Markheim (dessin), avec Rodolphe, Mosquito, 2013.